# Weisz-Prater-Kriterium
Das Weisz-Prater-Kriterium (auch Weisz-Modul (Ψ)) ist eine so genannte Kriteriengleichung der Technischen Chemie.

## Anwendung
Das Weisz-Prater-Kriterium setzt messbare makroskopische Eigenschaften, deren Veränderung sich auf katalysierte chemische Reaktionen auswirken können, zueinander in Beziehung (siehe dazu auch Makrokinetik).
Diese Gleichung – genau genommen handelt es sich um eine Ungleichung – wird bei der Entwicklung  von Katalysatoren dazu herangezogen, Einflüsse von Transportvorgängen, insbesondere der Diffusion chemischer Stoffe, auf die Reaktionsgeschwindigkeit und somit auf den Katalysatorwirkungsgrad abzuschätzen. Die Berechnung dieses Korrekturfaktors ergibt eine Kennzahl mit der Einheit Eins, die aussagt, ob die vorliegende Reaktion durch Diffusionseffekte beeinflusst wird.
{\displaystyle \Psi ={L_{C}}^{2}\cdot {\frac {n+1}{2}}\cdot {\frac {r\cdot \rho _{K}}{D_{i,e}\cdot c_{i,0}}}<1}
- Ψ: Weisz-Modul
- LC: Charakteristische Katalysatorlänge in cm
- n: Reaktionsordnung
- r: Effektive/Beobachtete Reaktionsgeschwindigkeit in mol/(g·s)
- ρK: Katalysatordichte in g/cm³
- Di,e: Effektiver Diffusionskoeffizient der Komponente i in cm²/s
- ci,0: Konzentration der Komponente i zu Beginn der Reaktion (t = 0) in mol/l

Ist das Ergebnis kleiner eins, so ist ein Einfluss der Diffusion auf den Katalysatorwirkungsgrad wahrscheinlich ausgeschlossen. Für die Gültigkeit der vorherigen Aussage gilt es zu beachten, dass Einschränkungen existieren und unterschiedliche Katalysator-Geometrien und Reaktionstypen nicht unbedingt vergleichbare Werte ergeben.
Der Weisz-Modul ist über den Katalysatorwirkungsgrad mit dem so genannten Thiele-Modul verknüpft.
{\displaystyle \Psi =\eta \cdot \Phi ^{2}}
- η: Katalysatorwirkungsgrad
- Φ: Thiele-Modul